# Pécel
Pécel je mesto na Madžarskem, ki upravno spada v podregijo Gödöllői Županije Pešta.